# Aksel Petersen
 Der er flere personer med dette navn, se Axel Petersen.
Aksel Johannes Richard Petersen (28. februar 1897 i Fredericia – død 9. marts 1954) var en dansk nyklassicistisk arkitekt.
Hans forældre var murermester Søren Petersen og Magdalene Sørine Thuesen. Petersen blev murersvend og fik samtidig afgang fra Teknisk Skole 1916. 1914 blev han optaget på Kunstakademiets Arkitektskole, hvorfra han tog afgang 1924. Han var undervejs medarbejder hos Gunnar Laage 1918 og blev også uddannet ved Statens Tegnelærerkursus 1930. Han var på studierejser i England 1920; Mellem- og Sydamerika 1921-22; Italien og Frankrig 1926 og desuden Holland og Belgien. 
Fra 1930 havde han egen tegnestue i Viborg, hvor han fik en af sine mange kaserneopgaver, og var arkitekt ved Krigs- og Indenrigsministeriets garnisoneringsdelegation 1923-29, sekretær i Hærens boligudvalg 1925-30. Hans militærbygninger er præget af den nordiske nyklassicisme med dens rytmisk taktfaste leddeling, symmetriske og stringente planløsninger.
Den 23. oktober 1944 blev Aksel Petersen anholdt af værnemagten, og meget tyder på, at han var med i modstandsbevægelsen: "Anholdelser: Fra Viborg meddeles, at der i Mandags blev foretaget følgende Anholdelser i Byen: Inkassator ved Viborg Stiftstidende Per Sorvad, Typograf Andersen, Viborg Stiftstidende (Formand for K.U.), Bogtrykker Bak Larsen og Typograf Jens Andersen. Paa det radikale Viborg Venstreblad var der stor Razzia, men Redaktør Otto Rasmussen var borte. Det samme var Tilfældet med den unge Journalist Eric Danielsen fra Viborg Stifts Folkeblad. Ved 14-Tiden var Anholdelserne oppe paa 40, deriblandt Læge Soetmann, Arkitekt Aksel Petersen (tidligere eftersøgt flere Gange), Kommunisten Marius Thøgersen og flere andre af dennes Kammerater, Købmand Bundgaard og Købmand Quorstrup, Sekretær ved Hedeselskabet, Skodshøj (hvis Hustru, f. Oppenheim, er i Sverige), en ung Studine og Kontorist ved Hedeselskabet Frk. Kjeldsen. Læge Fru Jacobsen blev anholdt, men hurtigt frigivet."
I Weilbachs Kunstnerleksikon nævnes det, at han 1946 blev stadsarkitekt i Randers, og han nævnes sidst i denne egenskab i Arkitekten 1953, men hans sidst dokumenterede aktivitet er i 1942. Det er nærliggende, at han ikke overlevede besættelsen.
Han var gift med Lili Rasmussen.

## Værker
- Viborg Kaserne for Prinsens Livregiment, Kasernevej, Viborg (1928-34)
- Brodepot i Randers (1929, sammen med M.P. Nørgaard)
- Den militære administrationsbygning, Randers (1937)
- Jydske Arsenal, Hjørring (1940)
- Dragonkasernen i Randers (1940)
- Funktionærboliger ved Viborg Amts og Bys Sygehus (1940)

### Projekter
- Byplan til Fredericia (1. præmie 1929)
- Statslånshuse i Viborg (1942)
- Boligforeningshuse i Grenaa og Viborg